# 牛蒡種
牛蒡種（ごぼうだね、ごんぼだね）は、長野県、岐阜県、福井県に伝わる憑き物。
特定の家筋につく憑き物とされるが、狐憑きや犬神のような動物霊ではなく、人間の生霊を憑かせるといわれる。

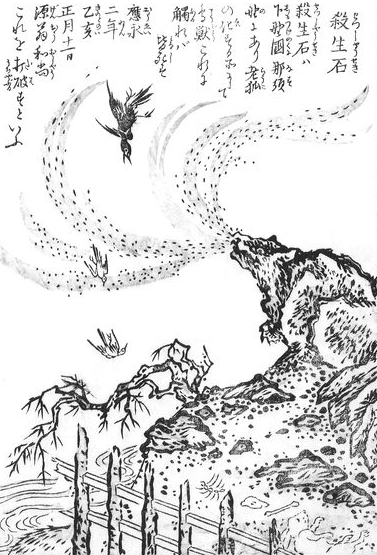
鳥山石燕『今昔百鬼拾遺』より「殺生石」

岐阜県飛騨地方では例外的に、牛蒡種は人間の霊ではなく75匹の動物が憑いているといって「75匹」の別名で呼んでおり、かつて九尾の狐の化けた殺生石を源翁心昭が砕いた際、その破片の一つが飛騨に飛び散って牛蒡種が生まれたものとされている。
牛蒡種の力は妬みや羨望の念がもとになるといわれており、この家の者に憎まれて睨まれた者は頭痛や精神疾患を患うといい、さらには牛蒡種の家の者が他家の農作物、カイコ、陶器など器物の良さを誉めただけでも、それら農作物やカイコが駄目になったり、器物が壊れたりするともいう。ただし郡長、村長、警察署長といった高い地位の者に対してはその効力がないともいう。
牛蒡種の名称は、修験者が仏法守護の護法善神を憑依させる儀礼「護法実（ごぼうざね）」、または牛蒡種の憑きやすさが植物のゴボウの種の付着しやすさに似ていることなどが由来と考えられている。

## 類話
昭和初期の民俗学者・南方熊楠は自著『十二支考』において、牛蒡種を邪視に類するものと述べている。